# Mortier 81 LLR

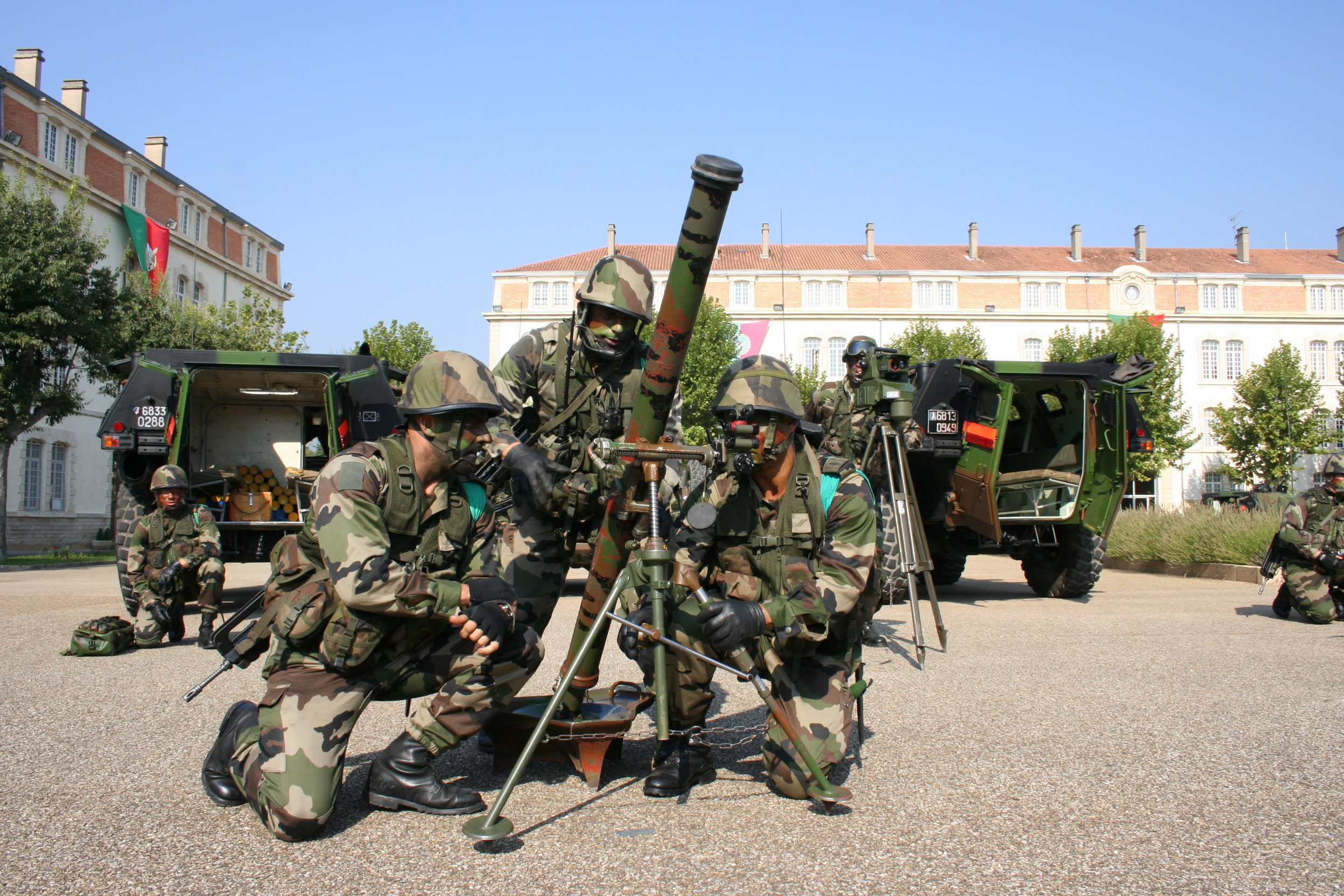
Mörser 81mm LLR des 2^{e} Régiment étranger d’infanterie bei einer Vorführung.

Der Mortier 81 mm LLR ist ein Mörser im Kaliber von 81 mm der französischen Armee. Er wird in der aktuellen Ausführung seit 1997 vom französischen Rüstungsunternehmen TDA Armements produziert.
Seine offizielle Bezeichnung lautet: « Mortier de 81mm léger long renforcé modèle F1 » (Mo 81 LLR F1). Jeweils zwei Mörser werden von der Mörsergruppe (groupe mortier) in den vierten Zügen der Infanteriekompanien geführt.
Als Zugfahrzeug dient das Véhicule de l’avant blindé VAB mortier

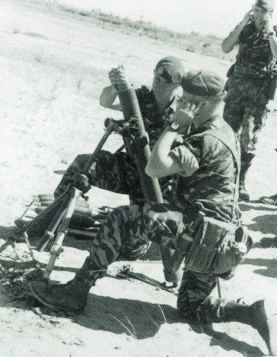
Mörser 81 LC du des 2^{e} régiment étranger de parachutistes (REP) 1978 in der Schlacht um Kolwezi

Seit 1961 wurden drei verschiedenen Versionen hergestellt:
- Mortier 81mm LC (Léger court), mit einer Rohrlänge von 1,15 m;
- Mortier 81mm LL (Léger long),  mit einer Rohrlänge von 1,55 m;
- Mortier 81mm LLR (Léger long renforcé), Ausführung für die Fallschirmtruppe mit einer Rohrlänge von 1,55 m.

Munitionssorten:
- Sprengsplittergranate (HE)
- Sprengbrandgranate (SMK)
- Leuchtgranate (ILLUM)
- IR-Leuchtgranate (IR ILLUM)
- Übungsgranate (PRAC)

## Nutzerländer
- Frankreich
- Irland

→siehe auch: Ausrüstung und Bewaffnung der französischen Landstreitkräfte